# 上牧駅 (群馬県)
上牧駅（かみもくえき）は、群馬県利根郡みなかみ町上牧にある、東日本旅客鉄道（JR東日本）上越線の駅である。

## 歴史
- 1928年（昭和3年）10月30日：開業[1]。
- 1971年（昭和46年）10月1日：荷物の扱いを廃止[1]。同時に跨線橋を設置し、供用を開始[2]。
- 1985年（昭和60年）
  - 3月14日：駅員無配置駅となる[3]。
  - 6月3日：月夜野町（現・みなかみ町）による簡易委託化。
- 1987年（昭和62年）4月1日：国鉄分割民営化により、JR東日本の駅となる[1]。
- 2007年（平成19年）6月1日：簡易委託を解除し、無人化[4]。
- 2009年（平成21年）
  - 3月14日：東京近郊区間の拡大により、ICカード「Suica」の利用が可能となる[5]。
  - 新駅舎に改築。

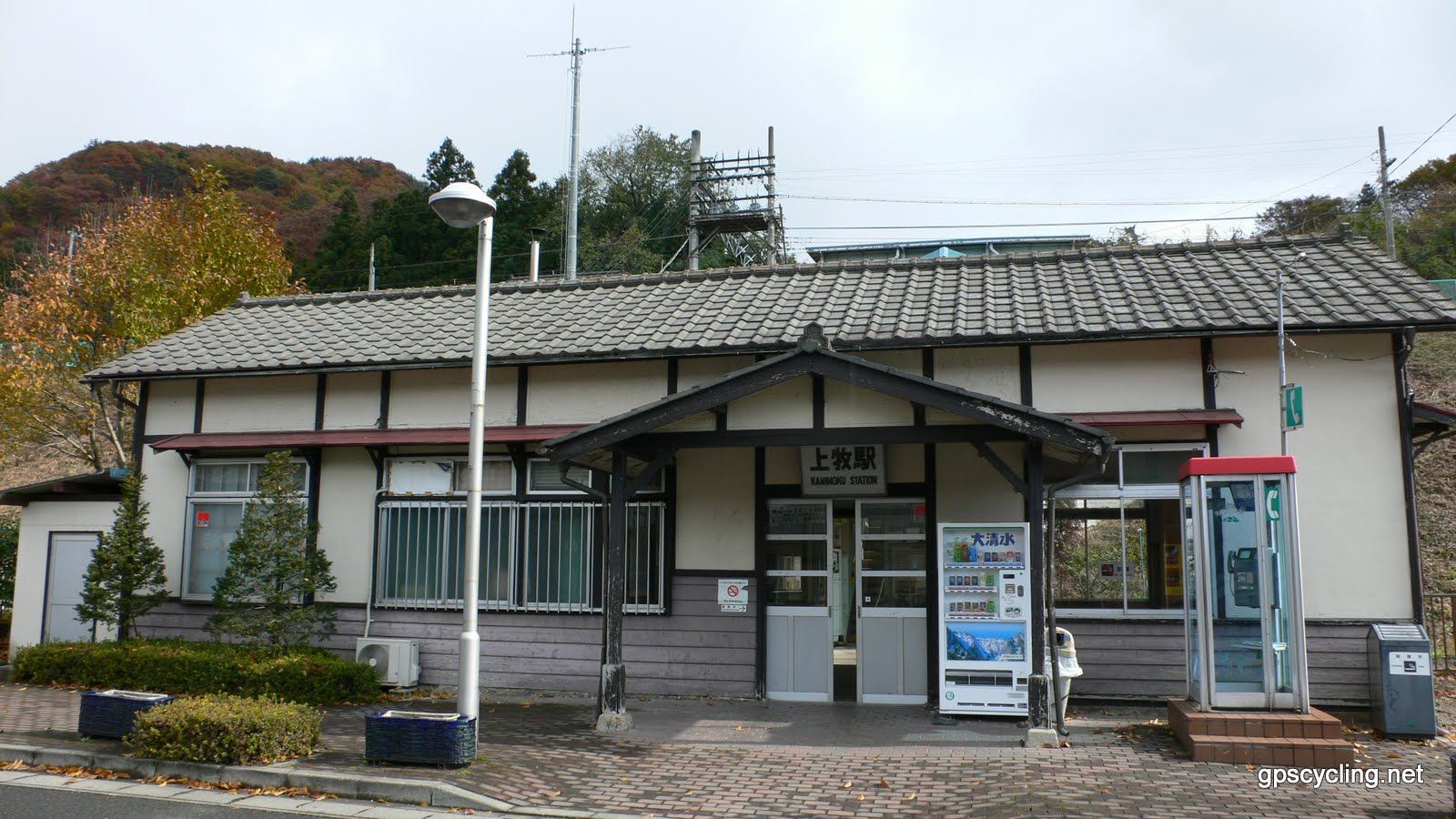
旧駅舎（2005年11月）

## 駅構造
盛土の上に相対式ホーム2面2線を有する地上駅である。乗り場は駅舎側から順番に1番線、2番線となっている。1番線と駅舎が長い階段で結ばれており、その階段の途中から2番線に地下道が延びている。電車とホームの間の段差が大きい。
水上駅管理の無人駅である。2007年（平成19年）6月1日以前は簡易委託駅として、窓口で乗車券の販売を行っていた。簡易Suica改札機が駅舎内に設置されている。かつては簡易自動券売機が設置されていたが、2019年（令和元年）8月に乗車駅証明書発行機に交換され、当駅での乗車券の購入が不可能となった。
このほか、新特急谷川（現在の特急「水上」）のすべての列車が停車していたが、長野新幹線（北陸新幹線）の開業に伴う新特急谷川の列車名称変更の際に、当駅は一部の臨時特急列車以外は通過扱いとなった。

### のりば
| 番線 | 路線    | 方向 | 行先                 |
| ---- | ------- | ---- | -------------------- |
| 1    | ■上越線 | 下り | 水上・長岡・新潟方面 |
| 2    | ■上越線 | 上り | 渋川・高崎・上野方面 |

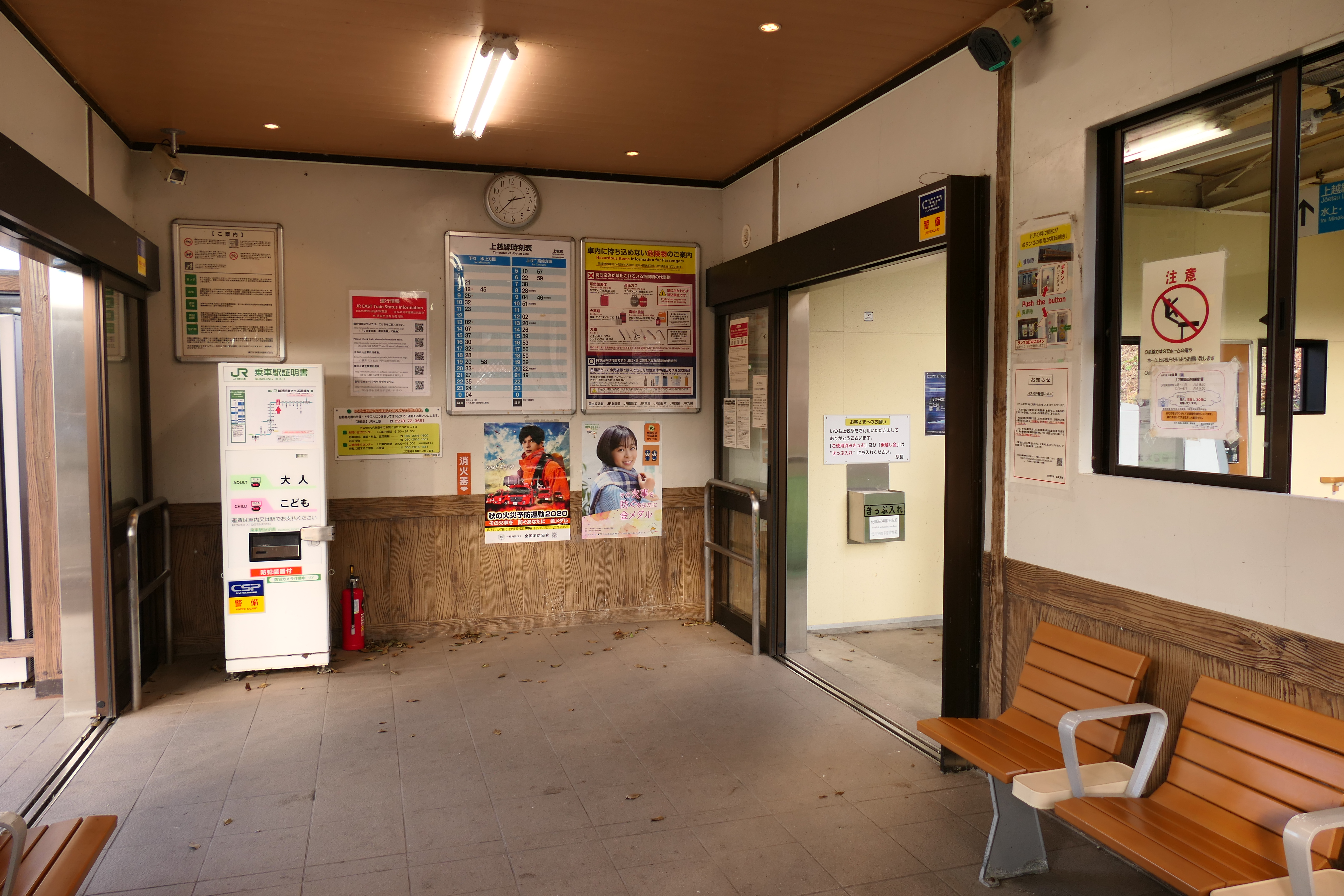
待合室（2020年11月）
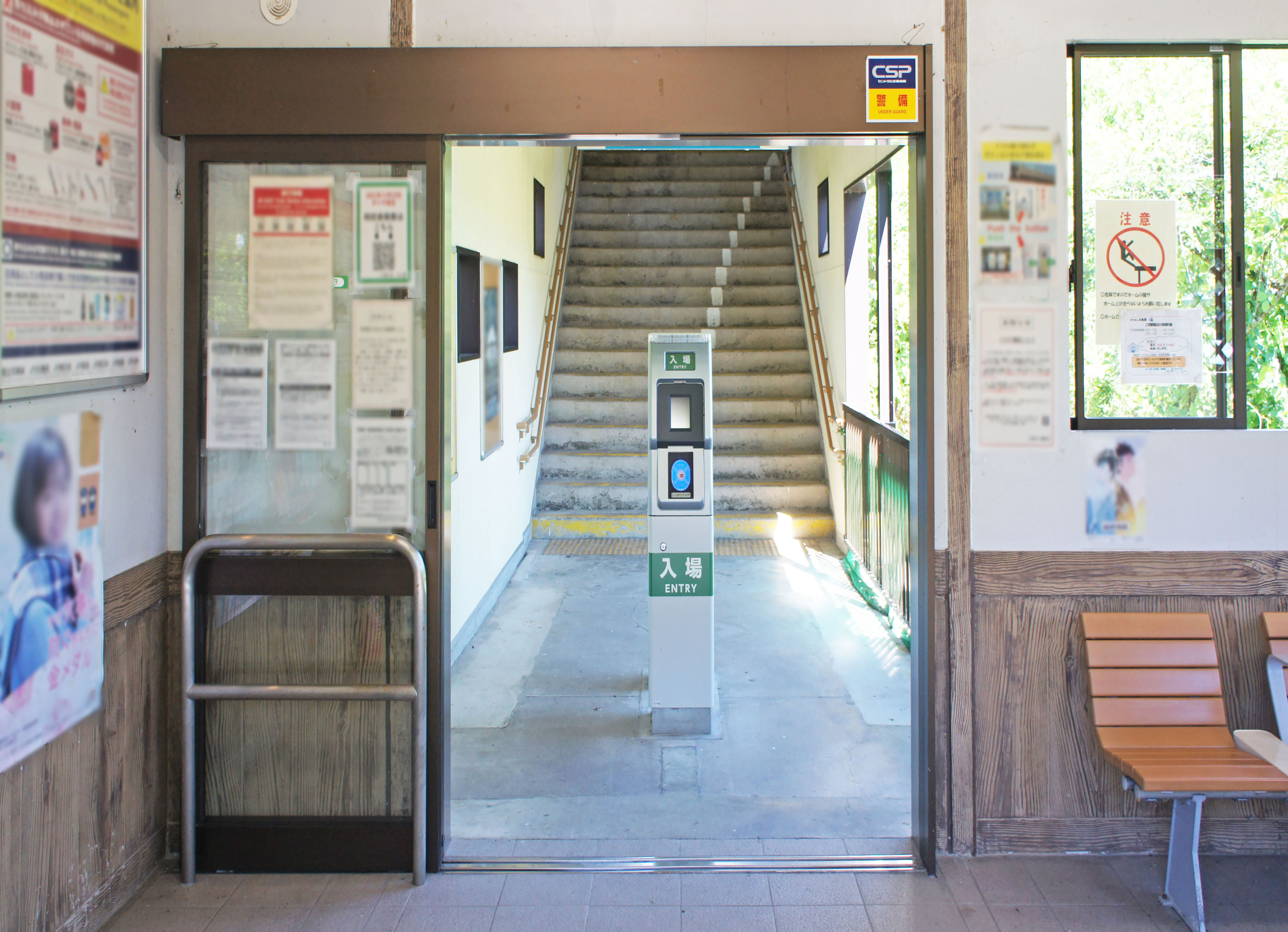
改札口（2021年7月）
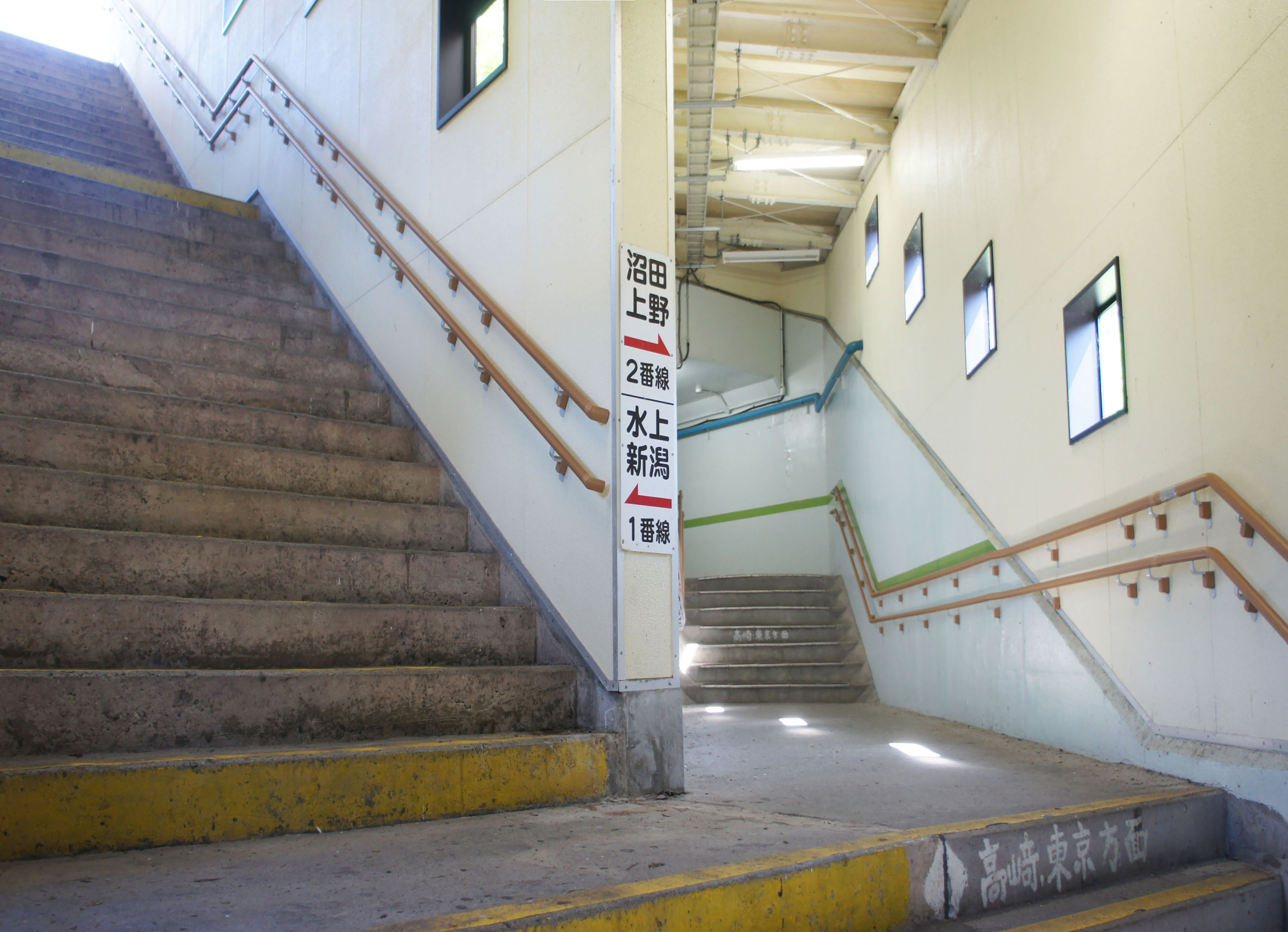
ホーム出入口（2021年7月）
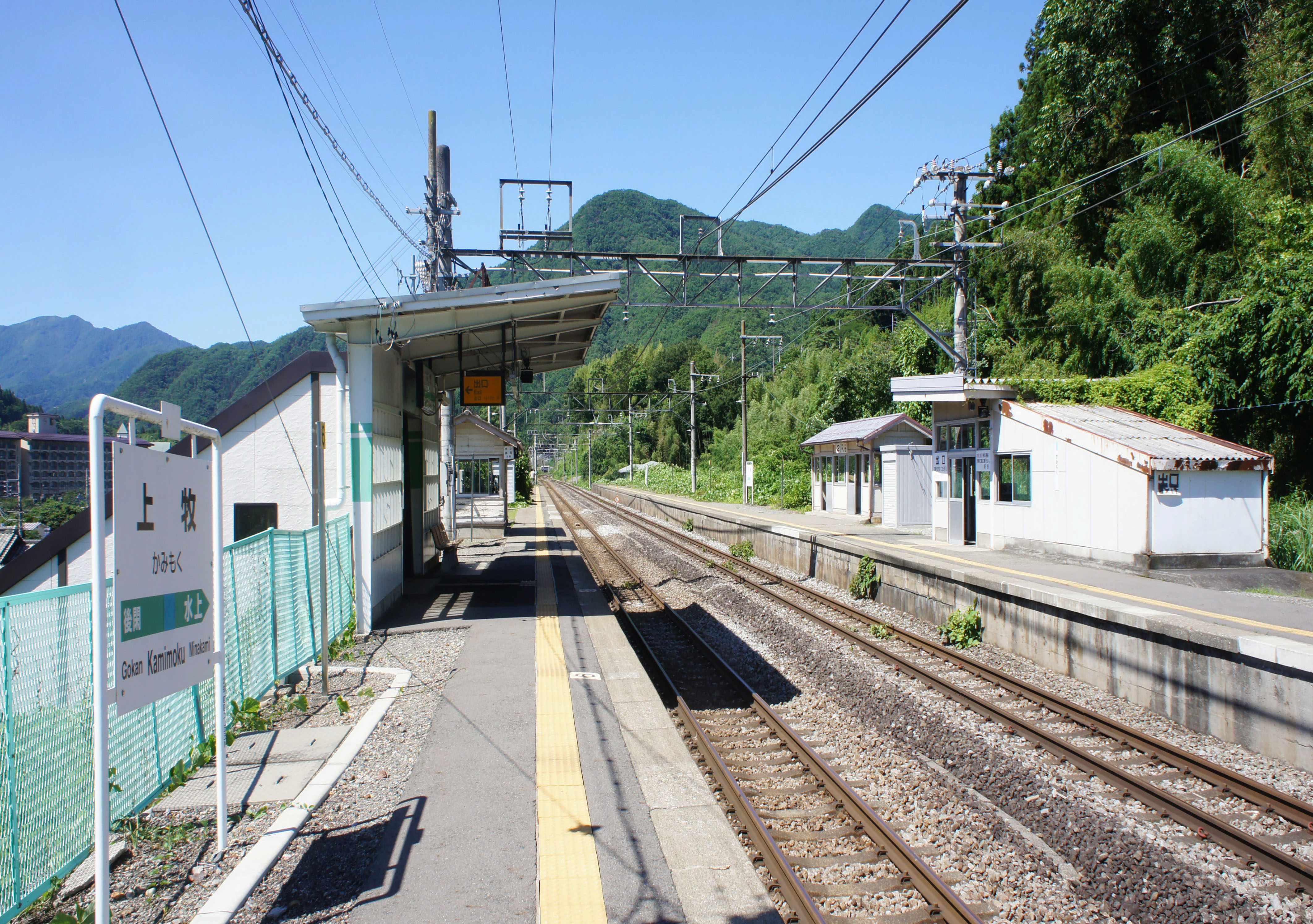
ホーム（2021年7月）

## 利用状況
JR東日本および「群馬県統計年鑑」によると、2000年度（平成12年度）- 2013年度（平成25年度）の1日平均乗車人員の推移は以下のとおりであった。
| 乗車人員推移       | 乗車人員推移     | 乗車人員推移      |
| 年度               | 1日平均 乗車人員 | 出典              |
| ------------------ | ---------------- | ----------------- |
| 2000年（平成12年） | 201              | [ JR 1 ] [ 県 1 ] |
| 2001年（平成13年） | 198              | [ JR 2 ] [ 県 2 ] |
| 2002年（平成14年） | 177              | [ JR 3 ] [ 県 3 ] |
| 2003年（平成15年） | 173              | [ JR 4 ] [ 県 4 ] |
| 2004年（平成16年） | 185              | [ JR 5 ] [ 県 5 ] |
| 2005年（平成17年） | 186              | [ JR 6 ] [ 県 6 ] |
| 2006年（平成18年） | 177              | [ JR 7 ] [ 県 7 ] |
| 2007年（平成19年） | 132              | [ 県 8 ]          |
| 2008年（平成20年） | 126              | [ 県 9 ]          |
| 2009年（平成21年） | 147              | [ 県 10 ]         |
| 2010年（平成22年） | 145              | [ 県 11 ]         |
| 2011年（平成23年） | 127              | [ 県 12 ]         |
| 2012年（平成24年） | 130              | [ 県 13 ]         |
| 2013年（平成25年） | 144              | [ 県 14 ]         |

## 駅周辺
- 上牧郵便局
- 上牧温泉病院
- みなかみ町立月夜野北小学校
- 上牧温泉
- 奈女沢温泉
- 国道291号
- 関越自動車道 水上インターチェンジ
- 関越交通「上牧駅前」停留所

## 隣の駅
東日本旅客鉄道（JR東日本）
■上越線
後閑駅 - 上牧駅 - 水上駅

### 記事本文
1. 1 2 3 4  石野哲（編）『停車場変遷大事典 国鉄・JR編 Ⅱ』（初版）JTB、1998年10月1日、451頁。ISBN 978-4-533-02980-6。
2. ↑  「高鉄・米鉄・門鉄の営業近代化」『交通新聞』交通協力会、1971年8月8日、1面。
3. ↑  「通報 ●福知山線石生駅ほか147駅の駅員無配置について（旅客局）」『鉄道公報号外』日本国有鉄道総裁室文書課、1985年3月12日、15–16面。
4. ↑  「平成20年第8回（12月）みなかみ町議会定例会会議録第2号 (PDF)」『平成20年 | 町議会』みなかみ町、2008年12月11日、30頁。2025年6月19日閲覧。
5. ↑  「Suicaをご利用いただけるエリアが広がります。 (PDF)」（プレスリリース）、東日本旅客鉄道、2008年12月22日。2020年5月24日時点のオリジナル (PDF)よりアーカイブ。2020年5月25日閲覧。
6. 1 2  「JR東日本：駅構内図・バリアフリー情報（上牧駅）」東日本旅客鉄道。2025年6月19日閲覧。

### 利用状況

#### JR東日本
1. ↑  「JR東日本：各駅の乗車人員（2000年度）」東日本旅客鉄道。2025年6月19日閲覧。
2. ↑  「JR東日本：各駅の乗車人員（2001年度）」東日本旅客鉄道。2025年6月19日閲覧。
3. ↑  「JR東日本：各駅の乗車人員（2002年度）」東日本旅客鉄道。2025年6月19日閲覧。
4. ↑  「JR東日本：各駅の乗車人員（2003年度）」東日本旅客鉄道。2025年6月19日閲覧。
5. ↑  「JR東日本：各駅の乗車人員（2004年度）」東日本旅客鉄道。2025年6月19日閲覧。
6. ↑  「JR東日本：各駅の乗車人員（2005年度）」東日本旅客鉄道。2025年6月19日閲覧。
7. ↑  「JR東日本：各駅の乗車人員（2006年度）」東日本旅客鉄道。2025年6月19日閲覧。

#### 群馬県
1. ↑  「121 JR鉄道一日平均輸送状況（平成12年度）」『過去データ』（xls）（レポート）群馬県。2025年6月18日閲覧。
2. ↑  「121 JR鉄道一日平均輸送状況（平成13年度）」『過去データ』（xls）（レポート）群馬県。2025年6月18日閲覧。
3. ↑  「15-9 JR鉄道一日平均輸送状況（平成14年度）」『過去データ』（xls）（レポート）群馬県。2025年6月18日閲覧。
4. ↑  「15-9 JR鉄道一日平均輸送状況（平成15年度）」『過去データ』（xls）（レポート）群馬県。2025年6月18日閲覧。
5. ↑  「15-8 JR鉄道一日平均輸送状況（平成16年度）」『過去データ』（xls）（レポート）群馬県。2025年6月18日閲覧。
6. ↑  「15-8 JR鉄道一日平均輸送状況（平成17年度）」『過去データ』（xls）（レポート）群馬県。2025年6月18日閲覧。
7. ↑  「15-8 JR鉄道一日平均輸送状況（平成18年度）」『過去データ』（xls）（レポート）群馬県。2025年6月18日閲覧。
8. ↑  「15-8 JR鉄道一日平均輸送状況（平成19年度）」『第55回群馬県統計年鑑（平成21年刊行）』（xls）（レポート）群馬県。2025年6月18日閲覧。
9. ↑  「15-8 JR鉄道一日平均輸送状況（平成20年度）」『第56回群馬県統計年鑑（平成22年刊行）』（xls）（レポート）群馬県。2025年6月18日閲覧。
10. ↑  「15-8 JR鉄道一日平均輸送状況（平成21年度）」『第57回群馬県統計年鑑（平成23年刊行）』（xls）（レポート）群馬県。2025年6月18日閲覧。
11. ↑  「15-8 JR鉄道一日平均輸送状況（平成22年度）」『第58回群馬県統計年鑑（平成24年刊行）』（xls）（レポート）群馬県。2025年6月18日閲覧。
12. ↑  「15-8 JR鉄道一日平均輸送状況（平成23年度）」『第59回群馬県統計年鑑（平成25年刊行）』（xls）（レポート）群馬県。2025年6月18日閲覧。
13. ↑  「15-8 JR鉄道一日平均輸送状況（平成24年度）」『第60回群馬県統計年鑑（平成26年刊行）』（xls）（レポート）群馬県。2025年6月18日閲覧。
14. ↑  「15-8 JR鉄道一日平均輸送状況（平成25年度）」『第61回群馬県統計年鑑（平成27年刊行）』（xls）（レポート）群馬県。2025年6月18日閲覧。